# Hermann Eggers
Peter Hermann Eggers (* 24. Februar 1879 in Rendsburg; † 17. Juni 1957 ebenda) war ein deutscher Unternehmer.

## Leben und Wirken
Hermann Eggers war ein Sohn des Unternehmers Peter Eggers und dessen Ehefrau Sophie Catharina Eggers geborene Rüter (1850–1931). Er machte eine Berufsausbildung in Rendsburg und arbeitete danach bei befreundeten Unternehmen in Hamburg, London, Paris und Kopenhagen. 1904 übernahm er eine Prokuristenstelle in der Chemische Düngerfabrik Rendsburg AG, die sein Vater ab 1876 aufgebaut hatte und leitete. Drei Jahre später initiierte er die Produktion von Knochenleim und konstruierte die dafür notwendigen Anlagen teilweise selbst.
Eggers reiste oft ins Ausland und unternahm auch eine Weltreise. Während des Ersten Weltkriegs diente er von 1914 bis 1918 im 3. Badischen Feldartillerie-Regiment Nr. 50. Bei Kriegsende war er Hauptmann und Abteilungskommandeur und erhielt mehrere Auszeichnungen wie den Hausorden von Hohenzollern. Gemeinsam mit seinem Bruder Paul leitete Hermann Eggers nach Kriegsende die Düngemittelfabrik. Das Unternehmen, das von Rohstoffen aus Übersee abhängig war, konnte die Produktion aufgrund seiner guten Kontakte bald wieder aufnehmen.
Nach einer kostspieligen Fehlinvestition in den Bau einer Fabrik für Bleicherde geriet das Unternehmen im Zug der Weltwirtschaftskrise in große wirtschaftliche Schwierigkeiten und wurde im Juli 1931 zahlungsunfähig. Für die zur Sanierung notwendige Herabsetzung des Aktienkapitals (von 1,6 Millionen auf 150.000 Reichsmark) musste die Familie Eggers einen großen Teil ihrer Aktien aufgeben. An seinem Lebensende besaß Hermann Eggers jedoch aufgrund seines sparsamen Lebenswandels wieder nahezu die Hälfte der Aktien.
Als Gründungsmitglied des Internationalen Zusammenschlusses der europäischen Düngerindustrie übernahm Eggers bis zum Ausbruch des Zweiten Weltkriegs die Leitung deren Propagandaabteilung mit angeschlossener Versuchseinrichtung in Hamburg-Horn. Vor dem Krieg amtierte er als Vorsitzender des Rendsburger Arbeitgeberverbands und Mitglied der Vollversammlung der Handelskammer Altona. Über viele Jahre bis Lebensende gehörte er dem Vorstand der Rendsburger Spar- und Leihkasse an.
Nach der Machtübernahme durch die Nationalsozialisten hoffte Eggers zunächst, dass deren „Arbeiterfront“ Arbeiter und Unternehmer miteinander aussöhnen bzw. dies vorspiegeln könne. 1945/1946 befahlen die Besatzungsmächte daher seinen ungefähr einjährigen Rückzug aus dem Unternehmen. Nach dem Ende des Zweiten Weltkriegs konnte Eggers dank seiner Freundschaften rasch bei ausländischen Lieferanten Rohstoffe für die Wiederaufnahme der Produktion beziehen. Danach gelang es dem technisch interessierten Unternehmer, durch Rationalisierungsmaßnahmen konkurrenzfähig zu bleiben. Da er sich für landwirtschaftliche Fragestellungen interessierte, tauschte er sich regelmäßig mit Wissenschaftlern und Politikern in diesem Bereich aus. Dem Vorstand der Düngemittelfabrik gehörte er bis zu seinem Lebensende an.
Eggers war verheiratet mit Gertrud Lucia Therese geb. Entz (* 1893), einer Enkelin des Kaufmanns Thomas Johann Gottfried Hollesen. Das Ehepaar hatte zwei Söhne.